# Saint-Martin-du-Boschet
Saint-Martin-du-Boschet ist eine französische Gemeinde im Département Seine-et-Marne in der Île-de-France. Sie gehört zum Kanton Provins im gleichnamigen Arrondissement. Nachbargemeinden sind Villeneuve-la-Lionne im Norden, Réveillon im Nordosten, Neuvy im Osten, Courgivaux im Südosten, Montceaux-lès-Provins im Süden, Sancy-lès-Provins im Westen und La Chapelle-Moutils im Nordwesten.
Zur Gemeinde gehört auch der Weiler Baleine.

## Bevölkerungsentwicklung
| Jahr      | 1962 | 1968 | 1975 | 1982 | 1990 | 1999 | 2008 | 2018 |
| --------- | ---- | ---- | ---- | ---- | ---- | ---- | ---- | ---- |
| Einwohner | 191  | 165  | 138  | 129  | 181  | 187  | 283  | 282  |

## Sehenswürdigkeiten

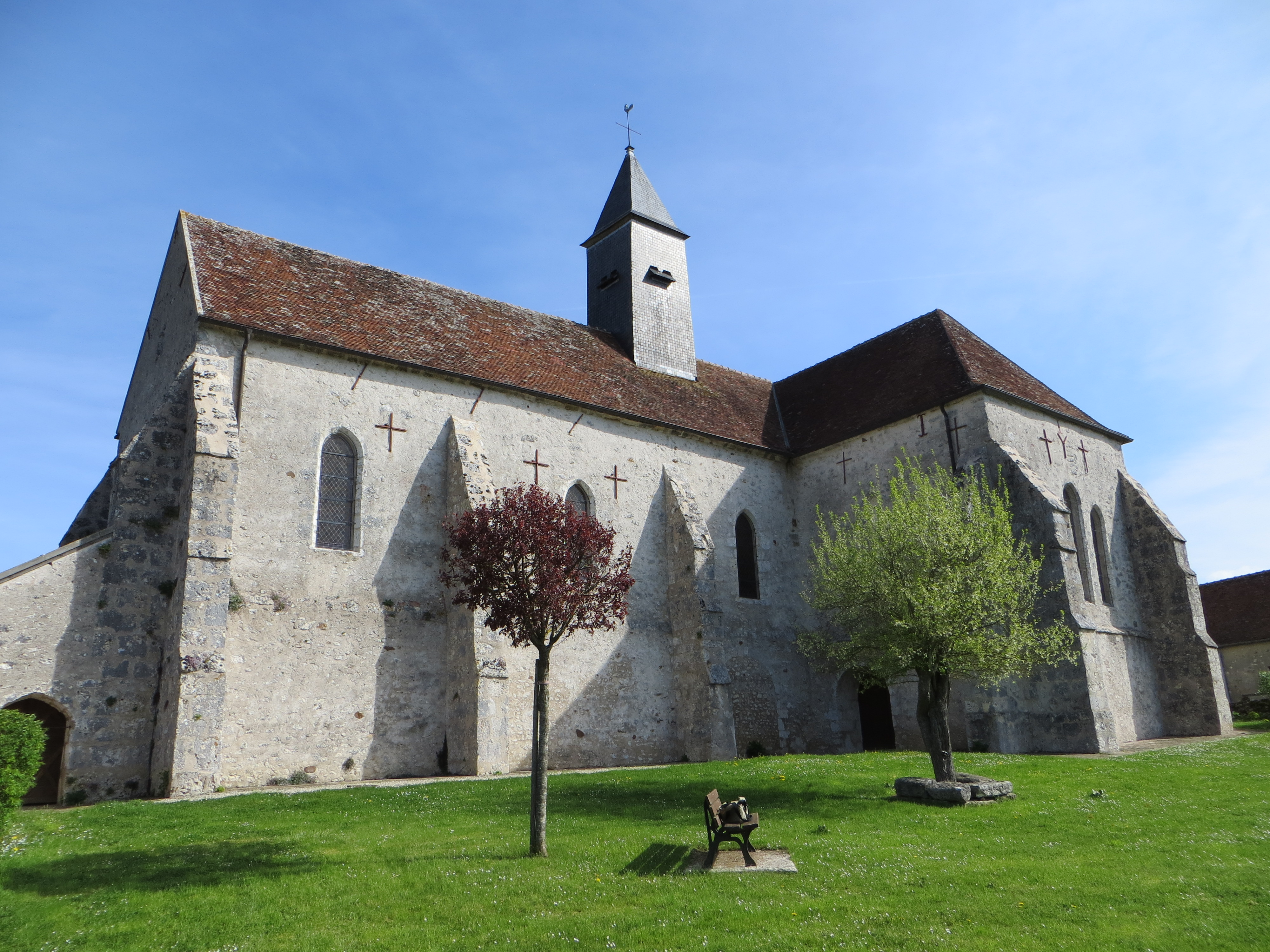
Kirche Saint-Martin

- Kirche Saint-Martin
- Kapelle Saint-Marcoul in Baleine